# Lucimia

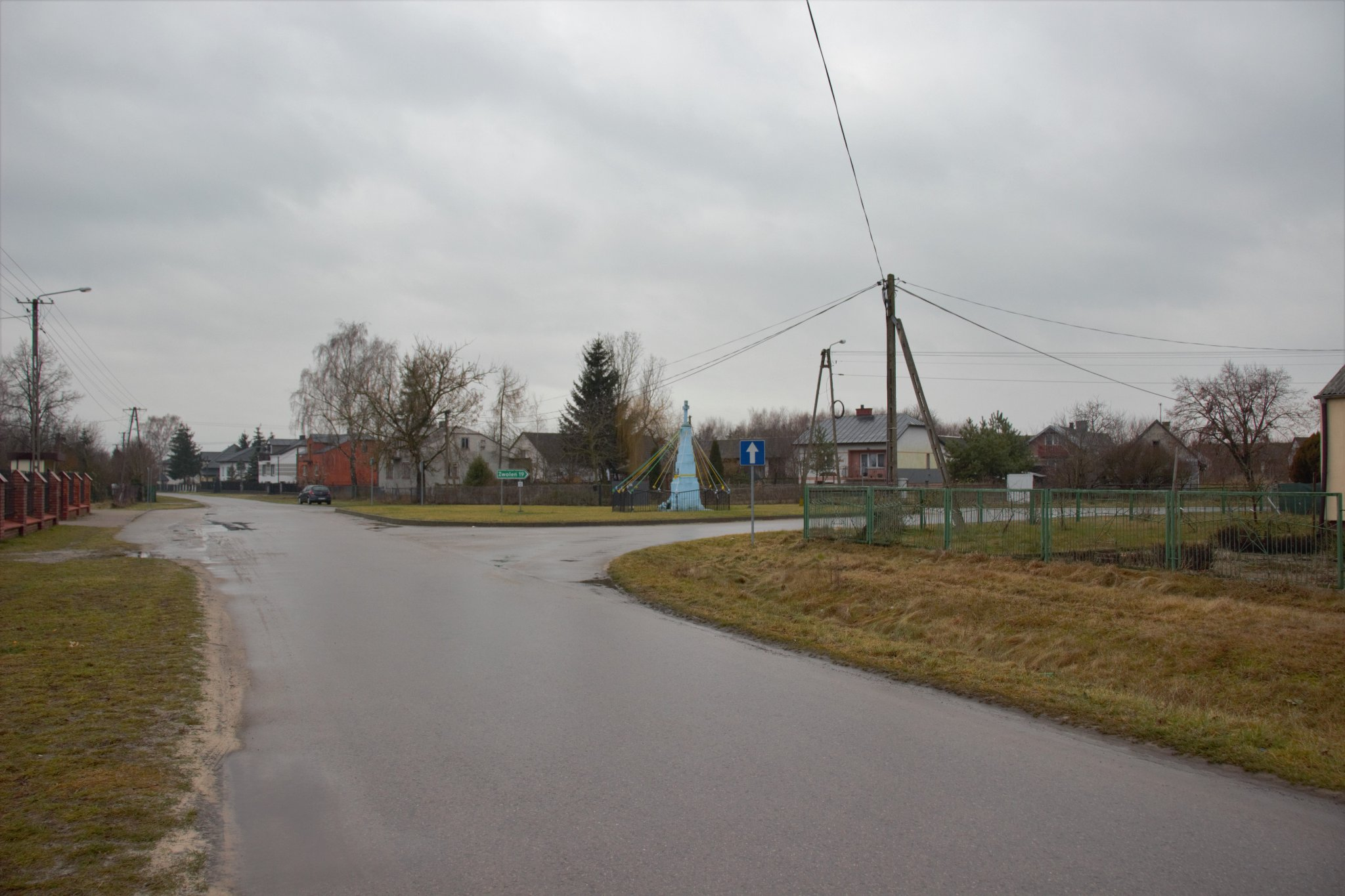
Lucimia

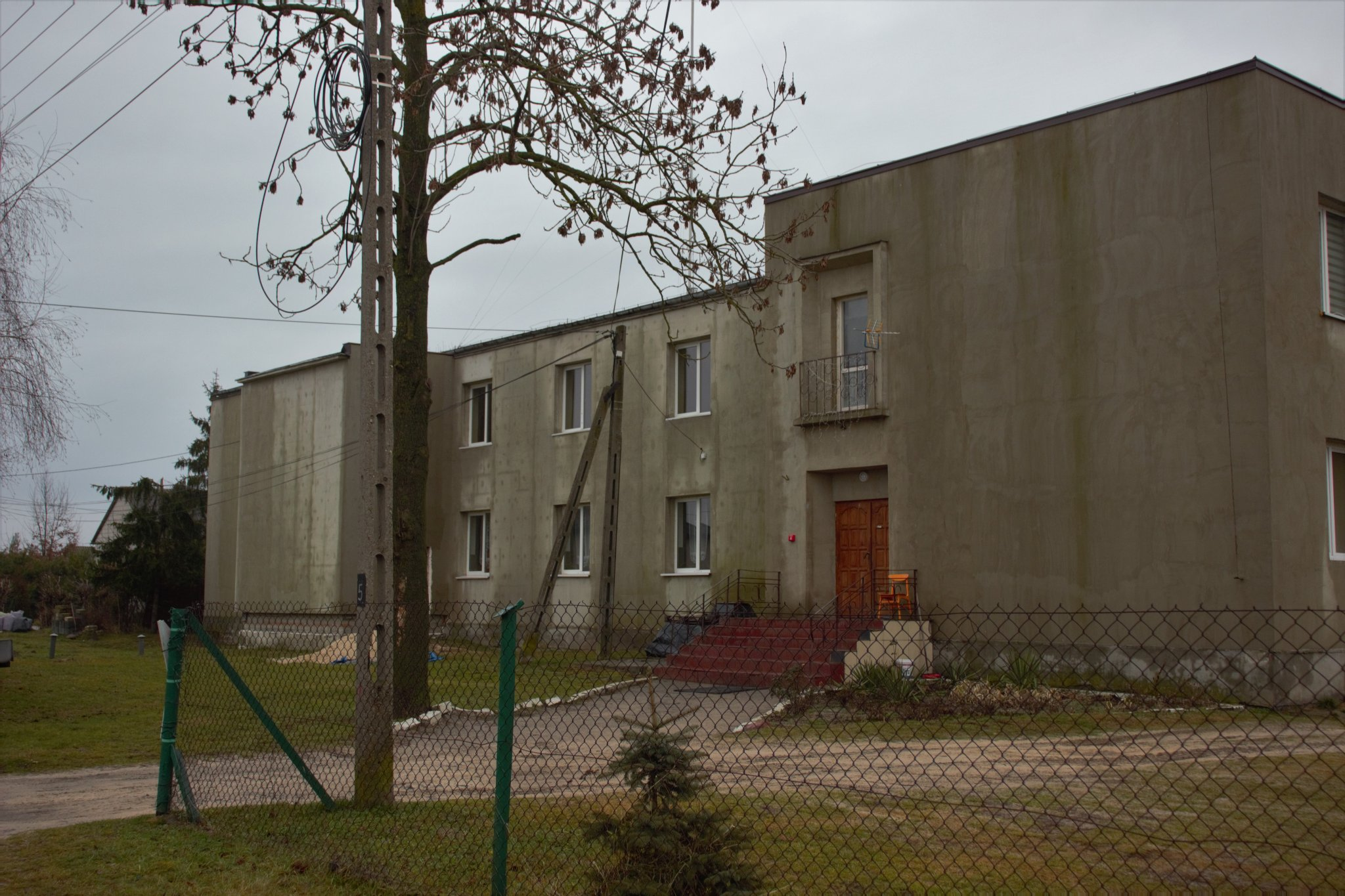
Dawna szkoła im. Nikołaja Łukicza Klimienki w Lucimii

Lucimia dawniej też Lucina – wieś w Polsce położona w województwie mazowieckim, w powiecie zwoleńskim, w gminie Przyłęk. Ma status sołectwa.
| SIMC    | Nazwa | Rodzaj                          |
| ------- | ----- | ------------------------------- |
| 1059053 | Korea | część wsi (zniesiona w 2023 r.) |

W latach 1975–1998 miejscowość administracyjnie należała do województwa radomskiego.
Obok miejscowości do Wisły wpada niewielka rzeka Zwoleńka.
Wierni Kościoła rzymskokatolickiego należą do parafii św. Stanisława Biskupa i św. Małgorzaty w Janowcuj.
29 lipca 1944 629 pułk piechoty z 134 Dywizji Piechoty podjął próbę desantu w rejonie Lucimi, na silnie umocnione pozycje niemieckie. Grupą szturmową dowodził Pułkownik Aleksiej Kortunow. Na skarpach na północ od wsi znajdowały się stanowiska przeciwlotniczych działek FlaK kal. 20 mm, dwa przeciwpancerne działa kalibru 75 mm oraz wiele moździerzy, a liczebność oddziałów niemieckiej piechoty potrzebnych do obsadzenia tego odcinka frontu szacuje się na 1 batalion (1000-1500 żołnierzy). Desant zakończył się powodzeniem: Sowieci utworzyli na terenie wsi przyczółek. Niemcy przeprowadzili kontratak na utracone pozycje przy wsparciu artylerii i lotnictwa: radzieccy żołnierze ponieśli ciężkie straty, poległ jeden z dowódców, 19-letni lejtnant Nikołaj Łukicz Klimienko (pośmiertnie odznaczony Orderem Lenina i tytułem Bohatera Związku Radzieckiego). Przyczółek został jednak utrzymany. Obecnie w miejscu śmierci Nikołaja Łukicza Klimienki znajduje się tablica, wcześniej znajdująca się w szkole w Lucimi nazwanej imieniem żołnierza.
W sierpniu 1944 roku na Wiśle w rejonie wsi inżynierowie Armii Czerwonej utworzyli most przeprawowy, przez który przeprawiano w następnych miesiącach pojazdy pancerne, amunicję oraz żołnierzy 69. Armii do planowanej ofensywy.